# Saint-Félix-de-Lodez
Saint-Félix-de-Lodez es una comuna francesa situada en el departamento de Hérault, en la región de Occitania.

## Demografía
| 522 | 520 | 518 | 527 | 600 | 742 | 1156 |
| Para los censos de 1962 a 1999 la población legal corresponde a la población sin duplicidades (Fuente: INSEE [Consultar]) |     |     |     |     |     |      |